# Menhire von Sangerhausen
Die Menhire von Sangerhausen sind zwei vorgeschichtliche Menhire bei Sangerhausen im Landkreis Mansfeld-Südharz, Sachsen-Anhalt. Beide Menhire sind im örtlichen Denkmalverzeichnis als Bodendenkmale eingetragen.

## Lage
Menhir I befindet sich am nördlichen Stadtrand von Sangerhausen im Zwickel der Karl-Bosse-Straße und der Straße nach Pfeiffersheim. Menhir II befindet sich zwischen Sangerhausen und Wallhausen, nördlich der Landesstraße 151 und direkt östlich des Sachsengrabens.

## Beschreibung
Menhir I ist plattenförmig und trapezoid. Er besteht aus quarzitischem Sandstein und hat eine Höhe von 1,95 m, eine Breite von 1,63 m und eine Dicke von 0,76 m. Auf der Vorderseite sind sowohl natürliche Vertiefungen als auch mehrere künstliche Schälchen zu erkennen. Im Mittelalter und/oder der Neuzeit diente der Menhir als Nagelstein. Hiervon zeugen mehrere eiserne Nägel, die in der Rückseite stecken. Der Menhir wurde außerdem als Wegweiser benutzt; die Beschriftungen sind noch vorhanden.
Funde aus der Umgebung der Menhire stammen von der Bandkeramischen Kultur, der Kugelamphoren-Kultur, der Bernburger Kultur, der Schnurkeramischen Kultur, der Aunjetitzer Kultur, aus der Vollbronzezeit, der Latènezeit und aus dem Mittelalter.